# (32349) 2000 QA109
2000 QA109 (asteroide 32349) é um asteroide da cintura principal. Possui uma excentricidade de 0.07546350 e uma inclinação de 7.05060º.
Este asteroide foi descoberto no dia 29 de agosto de 2000 por LINEAR em Socorro.